# 푸로레
푸로레(이탈리아어: Furore)는 이탈리아 캄파니아주 살레르노도에 위치한 코무네다. 푸로레는 아말피 해안에 위치해 있다.

## 같이 보기
- 아말피 해안
- 소렌토 반도
- 에메랄드 동굴